# Jon Lukas
Jon Lukas (Paola, 11 settembre 1948 – 11 giugno 2021) è stato un cantante e musicista maltese.

## Biografia
Fu il primo cantante solista maltese ad affermarsi internazionalmente: ciò avvenne con una canzone incisa nel 1970, Can't Afford To Lose, che entrò nelle charts inglesi e raggiunse la prima posizione in Libano ai danni di The Long and Winding Road dei Beatles.
Dal 1993 l'artista cantò anche in lingua maltese.
Nel 2009 Jon Lukas fu scelto dall'emittente radiofonica One Radio per condurre il programma Woodenman's Jukebox.
Lukas è morto nel giugno del 2021 per un tumore polmonare. Aveva abbandonato ogni attività artistica già nel 2014.